# Humpy Koneru
Humpy Koneru (telugu: కోనేరు హంపి)  (Vijayawada, 31 de març de 1987) és una jugadora d'escacs índia, que té el títol de Gran Mestre des de 2002.
Considerada una nena prodigi dels escacs, des de 2002 fins a 2008, va tenir el rècord de ser la dona més jove de tots els temps en esdevenir Gran Mestre (absolut) (i no simplement Gran Mestre Femení (WGM)), una fita que assolí als 15 anys, 1 mes, i 27 dies, superant així l'anterior marca de na Judit Polgár, en tres mesos; de tota manera, la marca ha estat superada posteriorment per na Hou Yifan.
El 2007 va sobrepassar el ràting de 2577 establert per Susan Polgar i va esdevenir la segona dona amb més Elo de la història. Ha estat, a més, la segona dona que mai hagi depassat els 2600 punts Elo, rere na Judit Polgár.
A la llista d'Elo de la FIDE del juny de 2022, hi tenia un Elo de 2586 punts, cosa que en feia la jugadora número 2 femenina del món (número 1 índia femenina i número 22 índia absoluta). El seu màxim Elo va ser de 2623 punts, a la llista de juliol de 2009 (posició 137 al rànquing mundial). Forma part del top 100 femení mundial.

## Resultats destacats en competició
Ha estat dos cops Campiona femenina de la Gran Bretanya (els anys 2000 i 2002), quan el campionat era obert a qualsevol jugador d'algun país integrant de la Commonwealth
El 1997 es proclamà Campiona del món femenina Sub-10, a Canes. El 1998 es proclamà Campiona del món femenina Sub-12 a Orpesa. El 2000 es proclamà Campiona del món femenina Sub-14 també a Orpesa.
El 2001 es va proclamar Campiona del món juvenil. El 2003 es proclamà campiona femenina de l'Àsia. El 2006 participà en el Campionat del món femení celebrat a Iekaterinburg, però en fou eliminada en segona ronda. També el 2006 guanyà i obtingué la medalla d'or al torneig d'escacs ràpids femení dins els 15ns Jocs Asiàtics a Doha. El 2007, fou quarta al Festival d'escacs d'Abu Dhabi (els guanyadors foren Bassem Amin i Aixot Anastassian).
Al Campionat del món femení de 2008 celebrat a Nàltxik va arribar a les semifinals, però fou eliminada per na Hou Yifan. El 2009 empatà als llocs 1r-4t amb Oleksandr Aresxenko, Magesh Panchanathan i Evgeni Miroshnichenko a la Mumbai Mayor Cup.
El 2009, Humpy Koneru va acusar l'All India Chess Federation, (un organisme dirigit per homes de negocis amb connexions polítiques) de posar-li traves per participar en l'Olimpíada d'escacs de 2006 a Torí, i al seu pare Koneru Ashok, qui era també el seu entrenador, no se li va permetre de viatjar amb ella als torneigs que disputava.
A l'edició de 2009-2010 del Gran Prix femení de la FIDE, celebrat a Nàltxik, hi fou 5a; (el torneig el guanyà Tatiana Kossíntseva).
És la finalista i aspirant al proper Campionat del món femení de 2011, previst per les darreries del 2011, en format matx contra la vigent campiona mundial Hou Yifan. Koneru es va classificar per la final tot vencent, el març de 2011 al torneig Grand Prix femení de la FIDE 2009–2011 a Doha, Qatar (empatà al primer lloc amb Elina Danielian, però la superà per desempat).
El 2012 empatà al segon lloc al Campionat del món femení de ràpides a Batumi, Geòrgia, amb 8/11 punts, amb Aleksandra Kosteniuk i Katerina Lahnó (la campiona fou Antoaneta Stéfanova).
L'octubre de 2015 fou subcampiona del Gran Prix de Mònaco amb 7 punts de 10 (la campiona fou Hou Yifan).
Al Grand Prix de la FIDE femení 2015-2016, després de quatre dels torneigs, la líder de la general era Koneru amb 335 punts, i havia jugat ja els tres torneigs permesos; finalment, però, la xinesa Ju Wenjun la va superar en el darrer torneig. Koneru Humpy fou així segona al Grand Prix, per quart cop en la seva carrera.
Fou segona al Grand Prix de la FIDE femení 2019–2021, cosa que li va permetre de classificar-se pel Torneig de Candidates de 2022.

## Premis
Humpy Koneru ha estat guardonada amb diversos premis importants a l'Índia, com el Premi Arjuna (2003), el Premi Padma Shri (2007) i el Premi Raja-Lakshmi (2008).